# Cagliari Calcio 2005-2006
Questa voce raccoglie le informazioni riguardanti il Cagliari Calcio nelle competizioni ufficiali della stagione 2005-2006.

## Stagione
Nella stagione 2005-2006 il Cagliari disputa il massimo campionato, raccogliendo 39 punti, con il 14º posto finale. Fin dall'inizio del campionato, ci sono stati vari movimenti sulla panchina sarda: il presidente Massimo Cellino parte con Attilio Tesser, ma le poco convincenti prestazioni in precampionato ed in Coppa Italia portano al suo esonero dopo l'esordio negativo, perso contro il Siena (2-1). Per la seconda giornata la squadra è affidata temporaneamente a Daniele Arrigoni, il tecnico della stagione precedente, mentre dalla terza giornata arriva l'esordiente in Serie A Davide Ballardini, che bene aveva fatto nel campionato 2004-2005 a San Benedetto del Tronto con la Sambenedettese. Le prestazioni tuttavia continuano ad essere negative e per il Cagliari la prima vittoria resta un miraggio: dopo lo (0-0) interno con il Treviso ad inizio novembre il tecnico ravennate viene esonerato, senza aver ottenuto vittorie in nove gare, penultimo con 5 punti. Fa così il suo ritorno a Cagliari Nedo Sonetti, che alla tredicesima giornata ottiene la prima sospirata vittoria (2-0) sulla Sampdoria. Al termine del girone di andata il Cagliari è ancora penultimo, ma poi pian piano risale la classifica, la salvezza certa, arriva con due giornate di anticipo, dopo il (3-1) al Parma. Con 25 reti il miglior marcatore stagionale è stato l'onduregno David Suazo, 3 in Coppa Italia e 22 in campionato.
Una novità da ricordare è la sospensione il 12 marzo 2006, nel 29º turno della partita Cagliari-Fiorentina, finita (0-0) da parte del Sig. Rodomonti al minuto 29 per vento forte, la partita per la prima volta nel campionato, non è stata ripetuta, ma è stata ripresa dallo stesso minuto, dieci giorni dopo, e portata così a compimento. Nella Coppa Italia che è rinnovata nella formula, senza più gironi di qualificazione, il Cagliari nei primi tre turni supera altrettante squadre di terza serie, poi negli ottavi di finale, viene eliminata dalla Sampdoria nel doppio confronto.

## Divise e sponsor
Il main sponsor è ancora Terra Sarda, cambia lo sponsor tecnico che diventa Asics. La prima maglia è a quarti rossoblu con inserti a contrasto, la seconda molto semplice bianca con inserti rossi e la terza si presenta con un innovativo grigio accompagnato da pantaloncini rossi.
| 1º completo | 2º completo | 3º completo |

## Rosa
| N. |                     | Ruolo | Calciatore             |
| -- | ------------------- | ----- | ---------------------- |
| 1  | Uruguay (bandiera)  | P     | Fabián Carini          |
| 2  | Uruguay (bandiera)  | D     | Joe Bizera             |
| 3  | Italia (bandiera)   | D     | Michele Canini         |
| 4  | Italia (bandiera)   | D     | Francesco Bega         |
| 5  | Italia (bandiera)   | C     | Daniele Conti          |
| 6  | Uruguay (bandiera)  | D     | Diego López (capitano) |
| 7  | Italia (bandiera)   | A     | Mauro Esposito         |
| 9  | Honduras (bandiera) | A     | David Suazo (capitano) |
| 13 | Italia (bandiera)   | D     | Fabio Vignati          |
| 12 | Italia (bandiera)   | P     | Andrea Campagnolo      |
| 14 | Italia (bandiera)   | D     | Francesco Pisano       |
| 16 | Italia (bandiera)   | C     | Alessandro Budel       |
| 18 | Uruguay (bandiera)  | C     | Nelson Abeijón         |
| 19 | Italia (bandiera)   | A     | Andrea Cocco           |
| 20 | Italia (bandiera)   | C     | Claudio Pani           |
| 21 | Italia (bandiera)   | A     | Andrea Capone          |

| N. |                   | Ruolo | Calciatore            |
| -- | ----------------- | ----- | --------------------- |
| 22 | Italia (bandiera) | P     | Luca Tomasig          |
| 23 | Italia (bandiera) | A     | Antonio Langella      |
| 24 | Italia (bandiera) | C     | Alessandro Conticchio |
| 25 | Italia (bandiera) | P     | Antonio Chimenti      |
| 26 | Italia (bandiera) | D     | Andrea Peana          |
| 27 | Italia (bandiera) | C     | Andrea Cossu          |
| 28 | Italia (bandiera) | C     | Nicola Lai            |
| 29 | Italia (bandiera) | D     | Michele Ferri         |
| 30 | Italia (bandiera) | C     | Claudio Ferrarese     |
| 31 | Italia (bandiera) | D     | Alessandro Agostini   |
| 33 | Italia (bandiera) | A     | Roberto Puddu         |
| 35 | Italia (bandiera) | C     | Marco Mancosu         |
|    | Italia (bandiera) | P     | Simone Aresti         |
|    | Italia (bandiera) | D     | Giacomo Garau         |
|    | Italia (bandiera) | C     | Salvatore Burrai      |

## Risultati

### Serie A

#### Girone di andata
| Arbitro: | Brighi (Cesena) |

|                        |           |                |
| Chiesa 45’ (rig.), 55’ | Marcatori | 9’ M. Esposito |

| Arbitro: | Bertini (Arezzo) |

|          |           |              |
| Suazo 1’ | Marcatori | 16’ Siviglia |

| Arbitro: | Giannoccaro (Lecce) |

|           |           |            |
| Suazo 41’ | Marcatori | 30’ Donati |

| Arbitro: | Rizzoli (Bologna) |

|                             |           |            |
| Tavano 46’, 63’ Almirón 68’ | Marcatori | 33’ Capone |

| Cagliari 25 settembre 2005 5ª giornata | Cagliari        | 0 – 0 referto | Roma | Stadio Sant'Elia\| Arbitro: \| Dattilo (Locri) \| |
| Arbitro:                               | Dattilo (Locri) |               |      |                                                   |

| Arbitro: | Girardi (San Donà di Piave) |

|                                         |           |  |
| Konan 8’ Pinardi 14’ (rig.) Ledesma 69’ | Marcatori |  |

| Arbitro: | Messina (Bergamo) |

|  |           |                             |
|  | Marcatori | 1’ Gilardino 27’ Shevchenko |

| Arbitro: | P.S. Mazzoleni (Bergamo) |

|                       |           |             |
| D'Anna 71’ Obinna 73’ | Marcatori | 90+4’ Suazo |

| Arbitro: | Palanca (Roma) |

|                 |           |            |
| Suazo 6’ (rig.) | Marcatori | 75’ Melara |

| Arbitro: | Gabriele (Frosinone) |

|                        |           |           |
| Toni 53’ Jørgensen 82’ | Marcatori | 23’ Suazo |

| Cagliari 6 novembre 2005 11ª giornata | Cagliari                 | 0 – 0 referto | Treviso | Stadio Sant'Elia\| Arbitro: \| Morganti (Ascoli Piceno) \| |
| Arbitro:                              | Morganti (Ascoli Piceno) |               |         |                                                            |

| Arbitro: | De Marco (Chiavari) |

|                                         |           |             |
| Amoruso 2’ Cozza 38’ (rig.) Paredes 81’ | Marcatori | 67’ Abeijon |

| Arbitro: | Dondarini (Finale Emilia) |

|                |           |  |
| Suazo 20’, 52’ | Marcatori |  |

| Arbitro: | Squillace (Catanzaro) |

|                               |           |                    |
| A. Caracciolo 20’ Makinwa 22’ | Marcatori | 64’ Conti 88’ Bega |

| Arbitro: | M. Mazzoleni (Bergamo) |

|                                                         |           |  |
| Nedvěd 10’ Trezeguet 18’ (rig.), 53’ Vignati 68’ (aut.) | Marcatori |  |

| Arbitro: | Rodomonti (Roma) |

|                                       |           |          |
| Del Grosso 8’ (aut.) Suazo 26’ (rig.) | Marcatori | 55’ Biso |

| Arbitro: | Ayroldi (Molfetta) |

|             |           |  |
| Corradi 23’ | Marcatori |  |

| Arbitro: | Palanca (Roma) |

|                        |           |             |
| Conti 38’ Langella 86’ | Marcatori | 23’ Sensini |

| Arbitro: | Dattilo (Locri) |

|                                     |           |                           |
| Martins 10’ Adriano 14’, 58’ (rig.) | Marcatori | 20’ M. Esposito 81’ Suazo |

#### Girone di ritorno
| Arbitro: | Romeo (Verona) |

|             |           |  |
| Suazo 90+4’ | Marcatori |  |

| Arbitro: | M. Mazzoleni (Bergamo) |

|              |           |           |
| Di Canio 36’ | Marcatori | 69’ Gobbi |

| Arbitro: | Tombolini (Ancona) |

|               |           |  |
| Di Napoli 88’ | Marcatori |  |

| Arbitro: | Paparesta (Bari) |

|                                           |           |            |
| Abeijon 2’ M. Esposito 19’, 61’ Suazo 37’ | Marcatori | 60’ Tavano |

| Arbitro: | Girardi (San Donà di Piave) |

|                                                          |           |                                  |
| Perrotta 25’ De Rossi 34’ Totti 79’ (rig.), 90+2’ (rig.) | Marcatori | 15’ Suazo 19’ Langella 58’ Conti |

| Cagliari 12 febbraio 2006 25ª giornata | Cagliari         | 0 – 0 referto | Lecce | Stadio Sant'Elia\| Arbitro: \| Rocchi (Firenze) \| |
| Arbitro:                               | Rocchi (Firenze) |               |       |                                                    |

| Arbitro: | Morganti (Ascoli Piceno) |

|                      |           |  |
| Gilardino 23’ (rig.) | Marcatori |  |

| Arbitro: | Farina (Novi Ligure) |

|                       |           |                               |
| Suazo 32’ Gobbi 90+4’ | Marcatori | 85’ Tiribocchi 90’ Pellissier |

| Arbitro: | Saccani (Mantova) |

|  |           |           |
|  | Marcatori | 77’ Suazo |

| Cagliari 12 marzo 2006 29ª giornata | Cagliari         | 0 – 0 referto | Fiorentina | Stadio Sant'Elia\| Arbitro: \| Rodomonti (Roma) \| |
| Arbitro:                            | Rodomonti (Roma) |               |            |                                                    |

| Arbitro: | Giannoccaro (Lecce) |

|              |           |                                  |
| Baseggio 24’ | Marcatori | 11’ M. Esposito 76’ (rig.) Suazo |

| Arbitro: | Messina (Bergamo) |

|  |           |                          |
|  | Marcatori | 8’ Lucarelli 20’ Tedesco |

| Arbitro: | Saccani (Mantova) |

|                |           |           |
| Castellini 14’ | Marcatori | 68’ Suazo |

| Arbitro: | Morganti (Ascoli Piceno) |

|           |           |                  |
| Suazo 45’ | Marcatori | 90+5’ Di Michele |

| Arbitro: | Ayroldi (Molfetta) |

|                  |           |                 |
| Suazo 45’ (rig.) | Marcatori | 90+5’ Cannavaro |

| Arbitro: | De Santis (Roma) |

|                                 |           |                |
| Ferrante 18’ Domizzi 73’ (rig.) | Marcatori | 53’, 64’ Suazo |

| Arbitro: | Rosetti (Torino) |

|                                             |           |             |
| Capone 11’ Suazo 31’ (rig.) M. Esposito 63’ | Marcatori | 74’ Corradi |

| Arbitro: | Banti (Livorno) |

|                          |           |  |
| Iaquinta 15’ Barreto 68’ | Marcatori |  |

| Arbitro: | P.S. Mazzoleni (Bergamo) |

|                     |           |                     |
| Capone 8’ Suazo 33’ | Marcatori | 11’ Cruz 37’ Solari |

### Coppa Italia

#### Turni preliminari
| Arbitro: | Tombolini (Ancona) |

|            |           |                                           |
| Meloni 54’ | Marcatori | 45’ Abeijon 52’ (rig.) Suazo 65’ Langella |

| Arbitro: | Ciampi (Roma) |

|               |           |                           |
| Pellicori 25’ | Marcatori | 46’ M. Esposito 70’ Suazo |

| Arbitro: | Giannoccaro (Lecce) |

|                                         |                      |                               |
| Piccioni 44’ R. Manca 90’               | Marcatori            | 14’ M. Esposito 19’ Suazo     |
| Terracciano Di Simone Trinchera Barusso | Tiri di rigore 2 – 4 | Suazo Conti M. Esposito Gobbi |

#### Fase finale
| Arbitro: | Stefanini (Prato) |

|           |           |           |
| Cocco 89’ | Marcatori | 68’ Pavan |

| Arbitro: | Banti (Livorno) |

|                   |           |             |
| Flachi 78’, 90+4’ | Marcatori | 90+3’ Gobbi |

## Statistiche

### Statistiche di squadra
| Competizione | Punti | In casa | In casa | In casa | In casa | In casa | In casa | In trasferta | In trasferta | In trasferta | In trasferta | In trasferta | In trasferta | Totale | Totale | Totale | Totale | Totale | Totale |
| Competizione | Punti | G       | V       | N       | P       | Gf      | Gs      | G            | V            | N            | P            | Gf           | Gs           | G      | V      | N      | P      | Gf     | Gs     |
| ------------ | ----- | ------- | ------- | ------- | ------- | ------- | ------- | ------------ | ------------ | ------------ | ------------ | ------------ | ------------ | ------ | ------ | ------ | ------ | ------ | ------ |
| Serie A      | 39    | 19      | 6       | 11      | 2       | 23      | 17      | 19           | 2            | 4            | 13           | 19           | 38           | 38     | 8      | 15     | 15     | 42     | 55     |
| Coppa Italia | -     | 1       | 0       | 1       | 0       | 1       | 1       | 4            | 2            | 1            | 1            | 8            | 6            | 5      | 2      | 2      | 1      | 9      | 7      |
| Totale       |       | 20      | 6       | 12      | 2       | 24      | 18      | 23           | 4            | 5            | 14           | 27           | 44           | 43     | 10     | 17     | 16     | 51     | 62     |

### Andamento in campionato
| Giornata  | 1  | 2  | 3  | 4  | 5  | 6  | 7  | 8  | 9  | 10 | 11 | 12 | 13 | 14 | 15 | 16 | 17 | 18 | 19 | 20 | 21 | 22 | 23 | 24 | 25 | 26 | 27 | 28 | 29 | 30 | 31 | 32 | 33 | 34 | 35 | 36 | 37 | 38 |
| --------- | -- | -- | -- | -- | -- | -- | -- | -- | -- | -- | -- | -- | -- | -- | -- | -- | -- | -- | -- | -- | -- | -- | -- | -- | -- | -- | -- | -- | -- | -- | -- | -- | -- | -- | -- | -- | -- | -- |
| Luogo     | T  | C  | C  | T  | C  | T  | C  | T  | C  | T  | C  | T  | C  | T  | T  | C  | T  | C  | T  | C  | T  | T  | C  | T  | C  | T  | C  | T  | C  | T  | C  | T  | C  | C  | T  | C  | T  | C  |
| Risultato | P  | N  | N  | P  | N  | P  | P  | P  | N  | P  | N  | P  | V  | N  | P  | V  | P  | V  | P  | V  | N  | P  | V  | P  | N  | P  | N  | V  | N  | V  | P  | N  | N  | N  | N  | V  | N  | P  |
| Posizione | 13 | 14 | 14 | 17 | 16 | 19 | 19 | 19 | 19 | 19 | 19 | 20 | 18 | 17 | 19 | 17 | 18 | 17 | 18 | 17 | 15 | 17 | 16 | 16 | 15 | 17 | 16 | 16 | 15 | 14 | 16 | 16 | 17 | 17 | 17 | 16 | 16 | 16 |

Legenda:

Luogo: C = Casa; T = Trasferta. Risultato: V = Vittoria; N = Pareggio; P = Sconfitta.